# Audrey Niffenegger
Audrey Niffenegger (South Haven, 13 de junho de 1963) é uma escritora estadunidense, autora do bestseller A Mulher do Viajante do Tempo.

## Livros publicados

### Antologia
- Ghostly : A Collection of Ghost Stories (2015) Uma antologia selecionada e ilustrada pela Audrey Niffenegger. Ela escreveu a introdução.

### Livros visuais
- The Spinster (1986)
- Aberrant Abecedarium (1986)
- The Murderer
- Spring
- The Three Incestuous Sisters (2005)
- The Adventuress (2006)
- The Night Bookmobile (2008)
- Awake in the Dream World: The Art of Audrey Niffenegger (2013)
- Bizarre Romance (com Eddie Campbell, 2018)

### Romances
- A Mulher do Viajante do Tempo / The Time Traveler's Wife, no original. (2003)
- Uma Estranha Simetria / Her Fearful Symmetry no original (2009)
- Raven Girl (2013)